# 麻生彰久
麻生 彰久（あそう あきひさ、1976年9月20日 - ）は、日本のラグビーレフリー（審判員）。レフリーと兼任でトップチャレンジリーグコカ・コーラレッドスパークスの監督補佐も務めている。

## プロフィール
- 福岡県福岡市出身。
- 現役時代のポジションはスタンドオフ(SO)、フルバック(FB)。
- 身長 168cm、体重 70kg 。

## 略歴
森高校、大分大学を経て、2003年からレフリーを始める。
2007年11月10日、トップリーグ第3節の神戸製鋼コベルコスティーラーズ対三菱重工相模原ダイナボアーズにてトップリーグでのレフリー初担当。
2009年、コカ・コーラレッドスパークスにチームレフリーとして加入。
2014年、スーパーラグビーでアシスタントレフリーを初めて務めた。

## 受賞歴
- 2013-14 ベストホイッスル賞
- 2014-15 ベストホイッスル賞
- 2015-16 ベストホイッスル賞
- 2016-17 ベストホイッスル賞
- 2017-18 ベストホイッスル賞
- 2018-19 ベストホイッスル賞

## エピソード
拡張型心筋症を患っていた息子がおり、手術費用のためラグビーの試合会場などで募金活動が行われ、アメリカでの手術は成功したものの、2013年、他界。